# Raphidia (Aserbeidshanoraphidia) nuchensis
Raphidia (Aserbeidshanoraphidia) nuchensis is een kameelhalsvliegensoort uit de familie van de Raphidiidae. De soort komt voor in Azerbeidzjan en Turkije.
Raphidia (Aserbeidshanoraphidia) nuchensis werd voor het eerst wetenschappelijk beschreven door H. Aspöck et al. in 1968.